# The Match Game
The Match Game is de zeventiende aflevering van het tweede seizoen van de televisieserie ER, die voor het eerst werd uitgezonden op 28 maart 1996.

## Verhaal
Chloe is weer terug in Chicago en wil haar dochter weer terug hebben, Dr. Lewis peinst hier niet over en wil niets met haar zus te maken hebben.
Carter wordt aangenomen voor een stage op chirurgie en gaat dit vieren in een luxe hotelkamer samen met Harper. Daar drinkt hij een paar glazen champagne, dit valt verkeerd bij zijn baas Dr. Hicks en wordt geschorst. 
Dr. Benton voelt zich schuldig over zijn eigen falen in het juiste doen tijdens zijn werk voor Dr. Vucelich, dat hij nu Dr. Ross verraadt na het stellen van een verkeerde diagnose. Dit veroorzaakt woede bij zowel Dr. Ross als Dr. Greene. 
Ambulancemedewerker Shep voelt zich schuldig over de dood van zijn partner Raul. Dit reageert hij af op zijn nieuwe partner Riley Brown. 
Dr. Greene probeert een nieuwe look uit, hij laat een baardje staan en neemt contactlenzen. Dit veroorzaakt interesse van een televisieproducente. 

## Rolverdeling

### Hoofdrol
- Anthony Edwards - Dr. Mark Greene
- George Clooney - Dr. Doug Ross
- Eriq La Salle - Dr. Peter Benton
- Sherry Stringfield - Dr. Susan Lewis
- Kathleen Wilhoite - Chloe Lewis
- CCH Pounder - Dr. Angela Hicks
- Noah Wyle - John Carter
- Christine Elise - Harper Tracy
- Gloria Reuben - Jeanie Boulet
- Julianna Margulies - verpleegster Carol Hathaway
- Ellen Crawford - verpleegster Lydia Wright
- Yvette Freeman - verpleegster Haleh Adams
- Lily Mariye - verpleegster Lily Jarvik
- Abraham Benrubi - Jerry Markovic
- Ron Eldard - ambulancemedewerker Ray 'Shep' Shepard
- Scott Michael Campbell - ambulancemedewerker Riley Brown

### Gastrol
- Bill Cobbs - Mr. Bowman
- Joanna Gleason - Iris
- Michael McShane - Hugo
- David Packer - Mr. Ledbetter
- John Walcutt - kankerspecialist
- Richard Schiff - Mr. Bartoli
- Rodney Eastman - Fredd
- Ann Shea - Valerie
- Magali Alvarado - Mrs. Meeks

en vele andere